# Emmanuelle Duboc
Emmanuelle Duboc (* 1980) ist eine ehemalige französische Snowboarderin. Sie startete in den Paralleldisziplinen und im Snowboardcross.

## Werdegang
Duboc nahm im November 1997 in Tignes erstmals am Snowboard-Weltcup der FIS teil und errang dabei den 66. Platz im Riesenslalom. In den folgenden Jahren kam sie bei den Juniorenweltmeisterschaften im Januar 1998 in Chamrousse auf den vierten Platz im Riesenslalom und bei den Juniorenweltmeisterschaften 1999 auf der Seiser Alm auf den 19. Platz im Parallel-Riesenslalom. In der Saison 1999/2000 erreichte sie mit Platz acht in Innichen ihre erste Top-Zehn-Platzierung und mit Rang drei im Snowboardcross in Livigno ihre erste Podestplatzierung im Weltcup. Bei den Juniorenweltmeisterschaften 2000 in Berchtesgaden gewann sie die Silbermedaille im Parallelslalom. Zudem wurde sie dort Siebte im Parallel-Riesenslalom. Die Saison beendete sie auf dem 16. Platz im Snowboardcross-Weltcup. In der folgenden Saison belegte sie mit drei Top-Zehn-Platzierungen, darunter Platz zwei im Snowboardcross am Kreischberg, den 30. Platz im Gesamtweltcup sowie den 11. Rang im Snowboardcross-Weltcup. Beim Saisonhöhepunkt, den Snowboard-Weltmeisterschaften 2001 in Madonna di Campiglio, holte sie die Silbermedaille im Snowboardcross. In der Saison 2002/03 wurde sie in Bad Gastein zweimal Dritte im Snowboardcross und erreichte mit Platz acht im Snowboardcross-Weltcup ihr bestes Gesamtergebnis. Bei den Snowboard-Weltmeisterschaften 2003 am Kreischberg fuhr sie auf den 11. Platz und bei der Winter-Universiade 2003 in Piancavallo auf den vierten Rang im Snowboardcross. Ihren 38. und damit letzten Weltcup absolvierte sie im September 2004 in Valle Nevado, welchen sie auf dem 29. Platz im Snowboardcross beendete.

## Weltcup-Gesamtplatzierungen
| Saison    | Gesamt | Gesamt | Parallel | Parallel | Snowboardcross | Snowboardcross |
| Saison    | Punkte | Platz  | Punkte   | Platz    | Punkte         | Platz          |
| --------- | ------ | ------ | -------- | -------- | -------------- | -------------- |
| 1999/2000 | 152    | 52.    | 72       | 55.      | 1300           | 16.            |
| 2000/01   | 298    | 30.    | -        | -        | 1570           | 11.            |
| 2002/03   | -      | -      | -        | -        | 2030           | 8.             |
| 2003/04   | -      | -      | -        | -        | 206            | 48.            |
| 2004/05   | -      | -      | -        | -        | 45             | 56.            |